# Dermbach
Dermbach is een gemeente in de Duitse deelstaat Thüringen, en maakt deel uit van de Wartburgkreis.
Dermbach telt 7.277 inwoners. Naast het hoofddorp omvat de gemeente de kernen Glattbach, Lindenau, Lindigshof, Mebritz, Oberalba en Unteralba.

## Dorp Dermbach

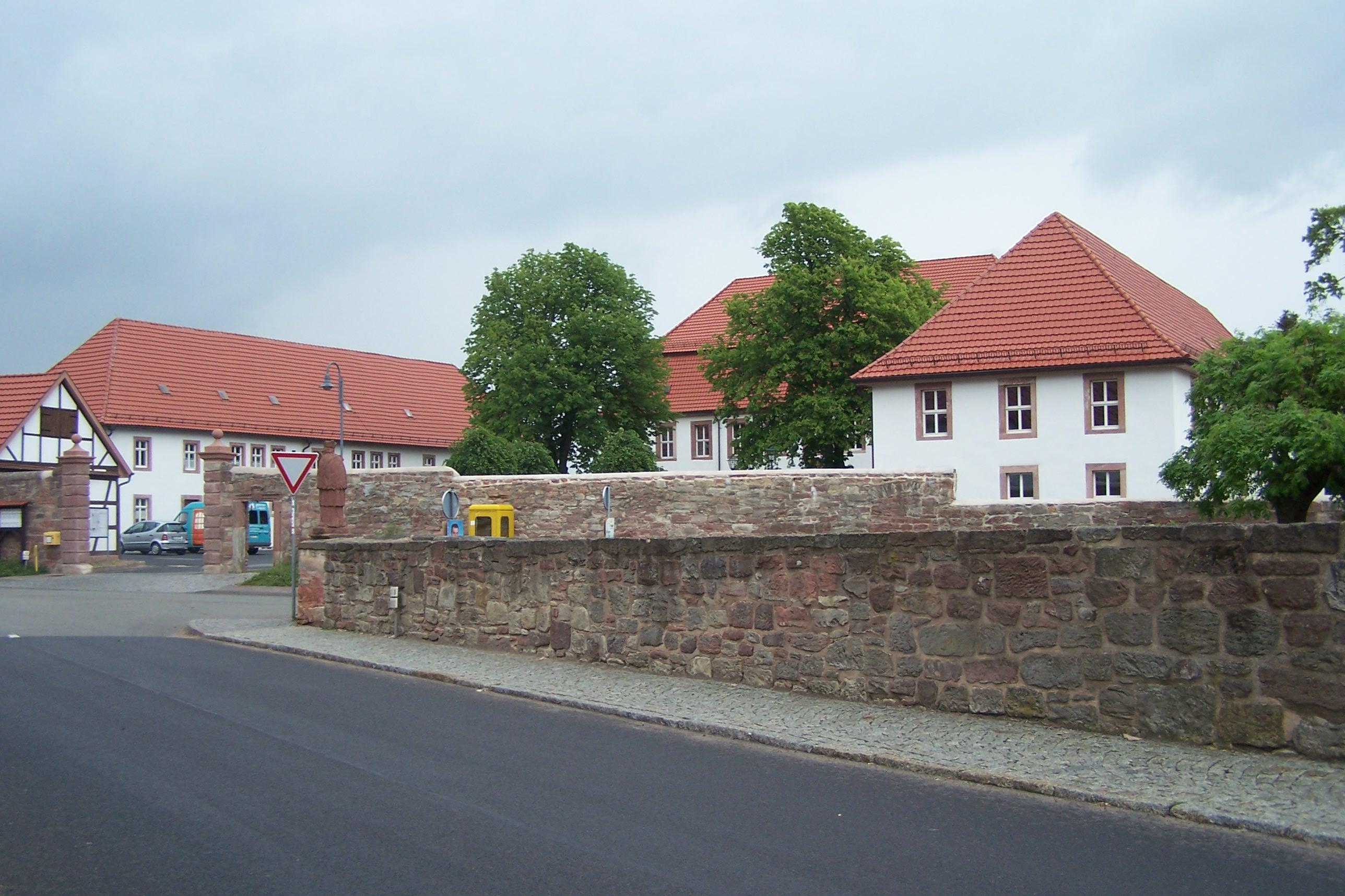
Het slot

Het dorp Dermbach wordt voor het eerst genoemd in een oorkonde uit 1186.  Aan de rand van het dorp staat Slot Dermbach uit 1707. Tegenwoordig heeft het een kulturele functie. Dermbach ligt aan de voormalige spoorlijn Dorndorf - Kaltennordheim. Het stationsgebouw is nog aanwezig.
Amt Creuzburg ·
Bad Liebenstein ·
Bad Salzungen ·
Barchfeld-Immelborn ·
Berka v. d. Hainich ·
Bischofroda ·
Buttlar ·
Dermbach ·
Eisenach ·
Empfertshausen ·
Geisa ·
Gerstengrund ·
Gerstungen ·
Hörselberg-Hainich ·
Kaltennordheim ·
Krauthausen ·
Krayenberggemeinde ·
Lauterbach ·
Leimbach ·
Nazza ·
Oechsen ·
Ruhla ·
Schleid ·
Seebach ·
Treffurt ·
Unterbreizbach ·
Vacha ·
Weilar ·
Werra-Suhl-Tal ·
Wiesenthal ·
Wutha-Farnroda